# 欽巴利夫卡 (蘇梅區)
51°7′34″N 34°13′20″E / 51.12611°N 34.22222°E
钦巴利夫卡（烏克蘭語：Цимбалівка）是位於烏克蘭東北部的村莊，由蘇梅州蘇梅區的沃羅日巴市鎮負責管轄。該村距離比洛皮利亞1公里，海拔高度153米，2001年人口211。